# أيتور غونزاليس (دراج)
أيتور غونزاليس (بالإسبانية: Aitor González Prieto)‏ هو دراج إسباني، ولد في 5 نوفمبر 1990 في إيرموا في إسبانيا.

## وصلات خارجية
- ايتور غونزاليس برييتو على موقع الاتحاد الدولي للدراجات (الإنجليزية)
- ايتور غونزاليس برييتو على موقع أرشيف الدراجات (الإنجليزية)
- ايتور غونزاليس برييتو على موقع إحصائيات الدراجات الإحترافية (الإنجليزية)
- ايتور غونزاليس برييتو على موقع نسبة الدراجات (الإنجليزية)